# Сусайков Іван Захарович
Іван Захарович Сусайков (12 вересня 1903, село Давидково Гжатського повіту Смоленської губернії, тепер Гагарінського району Смоленської області, Російська Федерація — 12 липня 1962, місто Москва, Російська Федерація) — радянський військовий політпрацівник, генерал-полковник танкових військ (13.09.1944). Депутат Верховної Ради СРСР 2-го і 4-го скликань.

## Життєпис
Народився в селянській родині.
З липня 1924 року служив у Червоній армії червоноармійцем господарської команди артилерійського газового полігону. У 1925 році закінчив військово-політичну школу.
Член ВКП(б) з 1925 року.
З грудня 1925 року — політичний керівник (політрук) караульного взводу Науково-випробувального хімічного полігону. У травні 1927 року призначений тимчасово виконуючим обов'язки начальника господарської команди, а з листопада 1927 року служив політичним керівником 30-ї окремої авіаційної ескадрильї. З січня 1928 року — помічник командира роти із політичної частини 3-го окремого танкового полку.
У 1929 році закінчив військову школу та курси політруків при Київській вищій об'єднаній школі командирів РСЧА імені С. Каменєва.
У листопаді 1929 року призначений політичним керівником роти 3-го окремого танкового полку. З березня 1930 року — помічник командира роти із політичної частини, у вересні 1930 року — тво командира роти, а в жовтні 1930 стає одночасно командиром і політичним керівником роти. З грудня 1930 року — командир і політичний керівник роти Окремого навчального танкового полку.
У 1932 році призначений начальником штабу окремого танкового батальйону Московської пролетарської дивізії.
7 червня 1937 року достроково (без захисту диплома) закінчив Військову академію механізації та моторизації Червоної армії та був направлений на військово-політичну роботу.
З червня до серпня 1937 року — військовий комісар 11-ї окремої механізованої бригади. З серпня 1937 до травня 1938 року — військовий комісар 6-ї механізованої бригади. У травні — серпні 1938 року — військовий комісар 7-го механізованого корпусу РСЧА.
У серпні 1938 — березні 1939 року — член Військової ради Орловського військового округу.
У березні — листопаді 1939 року — член Військової ради Білоруського особливого військового округу. У вересні 1939 року брав участь в окупації радянськими військами Західної Білорусі.
Брав участь у радянсько-фінській війні 1939-1940 років на посаді комісара 28-го Особливого стрілецького корпусу РСЧА. У червні 1940 року — член Військової ради Калінінського військового округу.
З 13 липня до 25 грудня 1940 року — член Військової ради Прибалтійського військового округу.
У грудні 1940 — березні 1941 року — заступник начальника Головного автобронетанкового управління РСЧА із політичної частини.
З березня 1941 року — начальник Борисовського автотракторного (танкового) училища. З початку німецько-радянської війни, в червні 1941 року брав участь у боях в районі Борисов-Орша, був командиром оперативної групи РСЧА. Під час оборони міста Борисова Сусайков був важко поранений і повернувся до лав РСЧА лише навесні 1942 року.
11 квітня — 1 липня 1942 року — член Військової ради Брянського фронту. 1 липня — 1 жовтня 1942 року — член Військової ради Воронезького фронту. 1 жовтня 1942 — 12 березня 1943 року — член Військової ради Брянського фронту.
З 6 до 9 липня 1943 року — член Військової ради Степового військового округу. З 9 липня до жовтня 1943 року — член Військової ради Степового фронту.
У жовтні 1943 — березні 1945 року — член Військової ради 2-го Українського фронту.
З 10 квітня 1944 року, відповідно рішення Державний комітет оборони СРСР, виконував обов'язки контролю за взаємовідносинами радянської адміністрації та військових частин із населенням і органами влади Румунії. 31 серпня 1944 року Сусайков разом із генерал-лейтенантом Тевченковым брали участь в арешті румунського маршала Антонеску.
13 грудня 1944 року Державний комітет оборони СРСР зобов'язав Сусайкова організувати скликання Тимчасових Національних зборів та формування Тимчасового Національного уряду Угорщини.
У 1945 — січні 1946 року — член Військової ради Південної групи військ. З січня 1946 до 1948 року — заступник із політичної частини головнокомандувача Південної групи військ та заступник голови Союзної Контрольної комісії в Румунії.
У 1948—1949 роках — заступник начальника тилу Збройних сил СРСР.
У жовтні 1949 — січні 1951 року — начальник Головного автотракторного управління Збройних сил СРСР.
У січні 1951 — січні 1957 року — член Військової ради Туркестанського військового округу.
З 1958 року — військовий консультант Групи генеральних інспекторів.
З жовтня 1960 року — в запасі, проживав у Москві.
Помер 12 липня 1962, похований на Новодівочому цвинтарі Москви.

## Військові звання
- батальйонний комісар
- корпусний комісар (2.08.1938)
- генерал-майор танкових військ (6.12.1942)
- генерал-лейтенант танкових військ (19.03.1943)
- генерал-полковник танкових військ (13.09.1944)

## Нагороди
- три ордени Леніна (20.06.1945; 25.11.1947; 15.11.1950)
- три ордени Червоного Прапора (10.11.1942, 3.11.1944, 5.11.1954)
- два ордени Суворова І ступеня (13.06.1944, 13.09.1944)
- орден Суворова ІІ ступеня (19.01.1944)
- два ордени Кутузова І ступеня (17.05.1944, 28.04.1945)
- орден Михая Хороброго з мечами 1-го, 2-го, 3-го класів (Королівство Румунія) (9.05.1947)
- медаль «За перемогу над Німеччиною у Великій Вітчизняній війні 1941—1945 рр.» (1945)
- медалі